# امیر جدیدی
امیر جدیدی  بازیگر اهل ایران است. او در سال ۱۳۹۶ برای نقش‌آفرینی در فیلم‌های عرق سرد و تنگه ابوقریب، برندهٔ سیمرغ بلورین بهترین بازیگر مرد شد. او از آن زمان نقش اصلی فیلم‌های روز صفر (۱۳۹۸) و قهرمان (۱۴۰۰) را ایفا کرده است.

## زندگی
امیر جدیدی در ۳۱ خرداد ۱۳۶۳ در تهران به دنیا آمد وی دارای مدرک کارشناسی در مهندسی صنایع و کارشناسی ارشد در مدیریت ارشد کسب‌وکار از دانشگاه آزاد اسلامی است. او کار سینمایی خود را از سال ۱۳۸۹ با فیلم «آفریقا» ساختهٔ هومن سیدی آغاز کرد، و برای دو فیلم «تنگهٔ ابوقریب» و «عرق سرد» برندهٔ سیمرغ بلورین بهترین بازیگر نقش اول مرد از سی و ششمین دوره جشنواره فیلم فجر شد.

## فیلم‌شناسی

### سینما
| سال ساخت | نام فیلم          | کارگردان        |
| -------- | ----------------- | --------------- |
| ۱۳۸۹     | آفریقا            | هومن سیدی       |
| ۱۳۹۲     | سیزده             | هومن سیدی       |
| ۱۳۹۲     | پایان خدمت        | حمید زرگرنژاد   |
| ۱۳۹۳     | رخ دیوانه         | ابوالحسن داوودی |
| ۱۳۹۳     | خنده‌های آتوسا     | علیرضا فرید     |
| ۱۳۹۴     | من                | سهیل بیرقی      |
| ۱۳۹۴     | اژدها وارد می‌شود! | مانی حقیقی      |
| ۱۳۹۵     | قاتل اهلی         | مسعود کیمیایی   |
| ۱۳۹۵     | پدیده             | علی احمدزاده    |
| ۱۳۹۵     | هت‌تریک            | رامتین لوافی    |
| ۱۳۹۶     | عرق سرد           | سهیل بیرقی      |
| ۱۳۹۶     | تنگه ابوقریب      | بهرام توکلی     |
| ۱۳۹۶     | قانون مورفی       | رامبد جوان      |
| ۱۳۹۷     | لتیان             | علی تیموری      |
| ۱۳۹۸     | روز صفر           | سعید ملکان      |
| ۱۳۹۹     | قهرمان            | اصغر فرهادی     |
| ۱۴۰۳     | بی داد            | سهیل بیرقی      |
| ۱۴۰۳     | زوزه              | امید شمس        |
| ۱۴۰۳     | منصور             | رومالد بولانژه  |
| ۱۴۰۳     | جاده              | یوسف حاتمی‌کیا   |
| ۱۴۰۴     | دادگاه            | علی حضرتی       |

### فیلم کوتاه
- پیش از طلوع (۱۳۹۱)
- کوشک (اکران نشد)

### تله فیلم
- انگشتر (۱۳۹۱) کارگردان سیدجمال سیدحاتمی

### تئاتر
- روایت ناتمام یک فصل معلق (بازیگر) - ۱۳۹۱
- کالیگولا (بازیگر) - ۱۳۹۴
- آوازه خوان (بازیگر) - ۱۳۹۵
- شاه ماهی (بازیگر و تهیه‌کننده) - برندهٔ تندیس بلورین بهترین بازیگر نقش اول مرد از سی و هشتمین جشنواره تئاتر فجر ۱۳۹۸
- سی‌صد (کنسرت نمایش) (بازیگر و کارگردان) - ۱۴۰۱

### موزیک ویدیو
- چرا رفتی -همایون شجریان

## جوایز و نامزدی‌ها
- برنده دیپلم افتخار بهترین بازیگر نقش اول مرد برای دو فیلم سینمایی سیزده و پایان خدمت در سی و دومین دوره جشنواره بین‌المللی فیلم فجر در بخش فیلم‌های اول، ۱۳۹۲
- نامزد دریافت سیمرغ بلورین بهترین بازیگر نقش مکمل مرد از سی و چهارمین جشنوارهٔ فیلم فجر برای فیلم من، ۱۳۹۴
- نامزد دریافت تندیس بهترین بازیگر نقش مکمل مرد در دهمین جشن منتقدان و نویسندگان سینمای ایران برای فیلم من، ۱۳۹۵
- نامزد دریافت تندیس حافظ بهترین بازیگر مرد از هفدهمین جشن دنیای تصویر برای فیلم من، ۱۳۹۶
- نامزد دریافت جایزهٔ گلدن گلوبال مالزی برای فیلم هت تریک ،۱۳۹۸
- نامزد دریافت تندیس حافظ بهترین بازیگر مرد از هجدهمین جشن دنیای تصویر برای فیلم قاتل اهلی، ۱۳۹۷
- برندهٔ سیمرغ بلورین بهترین بازیگر نقش اول مرد در سی و ششمین دورهٔ جشنوارهٔ فیلم فجر برای فیلم‌های تنگهٔ ابوقریب و عرق سرد، ۱۳۹۶
- نامزد دریافت تندیس بهترین بازیگر نقش اول مرد از دوازدهمین جشن منتقدان و نویسندگان سینمای ایران برای فیلم عرق سرد، ۱۳۹۷
- نامزد دریافت تندیس بهترین بازیگر نقش مکمل مرد از دوازدهمین جشن منتقدان و نویسندگان سینمای ایران برای فیلم تنگهٔ ابوقریب ،۱۳۹۷
- نامزد دریافت تندیس بهترین بازیگر نقش اول مرد برای فیلم عرق سرد از نوزدهمین جشن دنیای تصویر، ۱۳۹۸
- نامزد دریافت تندیس بهترین بازیگر نقش اول مرد برای فیلم عرق سرد از بیست و یکمین جشن خانهٔ سینما، ۱۳۹۸
- نامزد سیمرغ بلورین بهترین بازیگر نقش اول مرد در سی و هشتمین جشنوارهٔ فیلم فجر برای فیلم روز صفر، ۱۳۹۸
- برندهٔ تندیس و لوح تقدیر بهترین بازیگر نقش اول مرد از سی و هشتمین جشنواره تئاتر فجر برای نمایش شاه ماهی، ۱۳۹۸
- نامزد دریافت جایزه بهترین بازیگر مرد از چهاردهمین دوره جوایز آسیا پاسیفیک برای فیلم قهرمان، (۲۰۲۱٬۱۴۰۰)
- برنده تندیس حافظ بهترین بازیگر مرد برای فیلم قهرمان از بیست و یکمین دوره جشن دنیای تصویر، ۱۴۰۰